# Hemmern
Hemmern is een plaats in de Duitse gemeente Rüthen, deelstaat Noordrijn-Westfalen, en telt 169 inwoners (2021).
Het boerendorpje ligt direct ten zuiden van het stadje Rüthen.